# Comté de Salem
Le comté de Salem (en anglais : Salem County) est un comté situé au sud-ouest de l'État de New Jersey, aux États-Unis. Le comté est considéré comme une partie de la Vallée du Delaware. Selon le recensement de 2020, il a 64 837 habitants.

## Comtés adjacents
- Comté de Gloucester (nord)
- Comté de Cumberland (nord-est)
- Comté de Kent (Delaware) (sud-ouest)
- Comté de New Castle (Delaware) (ouest)